# Chris Archer
Pour les articles homonymes, voir Archer (homonymie).
Christopher Alan Archer (né le 26 septembre 1988 à Raleigh, Caroline du Nord, États-Unis) est un lanceur droitier des Ligues majeures de baseball jouant avec les Pirates de Pittsburgh.

## Carrière
Chris Archer est un choix de 5e ronde des Indians de Cleveland au repêchage amateur de 2006. Archer commence sa carrière professionnelle en ligues mineures la même année avec un club-école des Indians jusqu'à ce qu'un échange l'envoie aux Cubs de Chicago le 31 décembre 2008. Les Indians cèdent alors Archer, le lanceur droitier Jeff Stevens et le lanceur gaucher John Gaub aux Cubs en retour du joueur d'avant-champ Mark DeRosa. Le jeune droitier Archer évolue deux années dans les mineures dans l'organisation des Cubs avant d'être l'un des huit joueurs impliqués dans la transaction du 8 janvier 2011 entre Chicago et les Rays de Tampa Bay. Archer est un des joueurs transférés aux Rays en échange du lanceur partant Matt Garza.
Toujours dans les ligues mineures, Chris Archer apparaît au 27e rang du classement des meilleurs joueurs d'avenir dressé par Baseball America avant le début de la saison de baseball 2011. Il est quatrième chez les joueurs appartenant aux Rays dans ce palmarès, et troisième chez les lanceurs derrière Jeremy Hellickson et Matt Moore. Baseball America le place au 89e rang dans le palmarès dressé avant le début de la saison 2012 et troisième chez les joueurs des Rays après le lanceur Moore et le joueur d'arrêt-court Hak-Ju Lee, aussi obtenu dans l'échange de Matt Garza.

### Rays de Tampa Bay

#### Saison 2012
Archer fait ses débuts dans le baseball majeur le 20 juin 2012 avec les Rays de Tampa Bay. Il est lanceur partant et malgré un seul point mérité accordé et sept retraits sur des prises en six manches de travail à son premier départ, il subit la défaite aux mains des Nationals de Washington et leur lanceur Stephen Strasburg. Il savoure sa première victoire dans les majeures le 19 septembre sur les Red Sox de Boston. C'est sa seule de la saison après trois défaites. Sa moyenne de points mérités s'élève à 4,60 avec 36 retraits sur des prises en 29 manches et un tiers lancées en 5 départs et une présence en relève.

#### Saison 2013
Il amorce la saison 2013 dans les mineures et rejoint les Rays le 1er juin. La recrue est nommée meilleur lanceur du mois de juillet 2013 dans la Ligue américaine alors qu'il conserve une moyenne de points mérités de 0,73 avec deux blanchissages et quatre victoires en autant de décisions. Son premier match complet et premier blanchissage en carrière sont réussis le 14 juillet contre les Astros de Houston. Sans surprise, Archer est aussi nommé meilleure recrue de juillet 2013 dans la Ligue américaine. Archer remporte 9 victoires contre 7 défaites à sa première saison complète avec les Rays. En 23 départs et 128 manches et deux tiers lancées, il maintient une moyenne de points mérités de 3,22. Il fait ses débuts en séries éliminatoires, mais comme lanceur de relève, alors qu'il n'accorde aucun point aux Red Sox de Boston en une manche et deux tiers dans la Série de division entre les deux clubs. Il termine 3e derrière son coéquipier Wil Myers et José Iglesias au vote désignant la recrue de l'année dans la Ligue américaine. 

#### Saison 2014

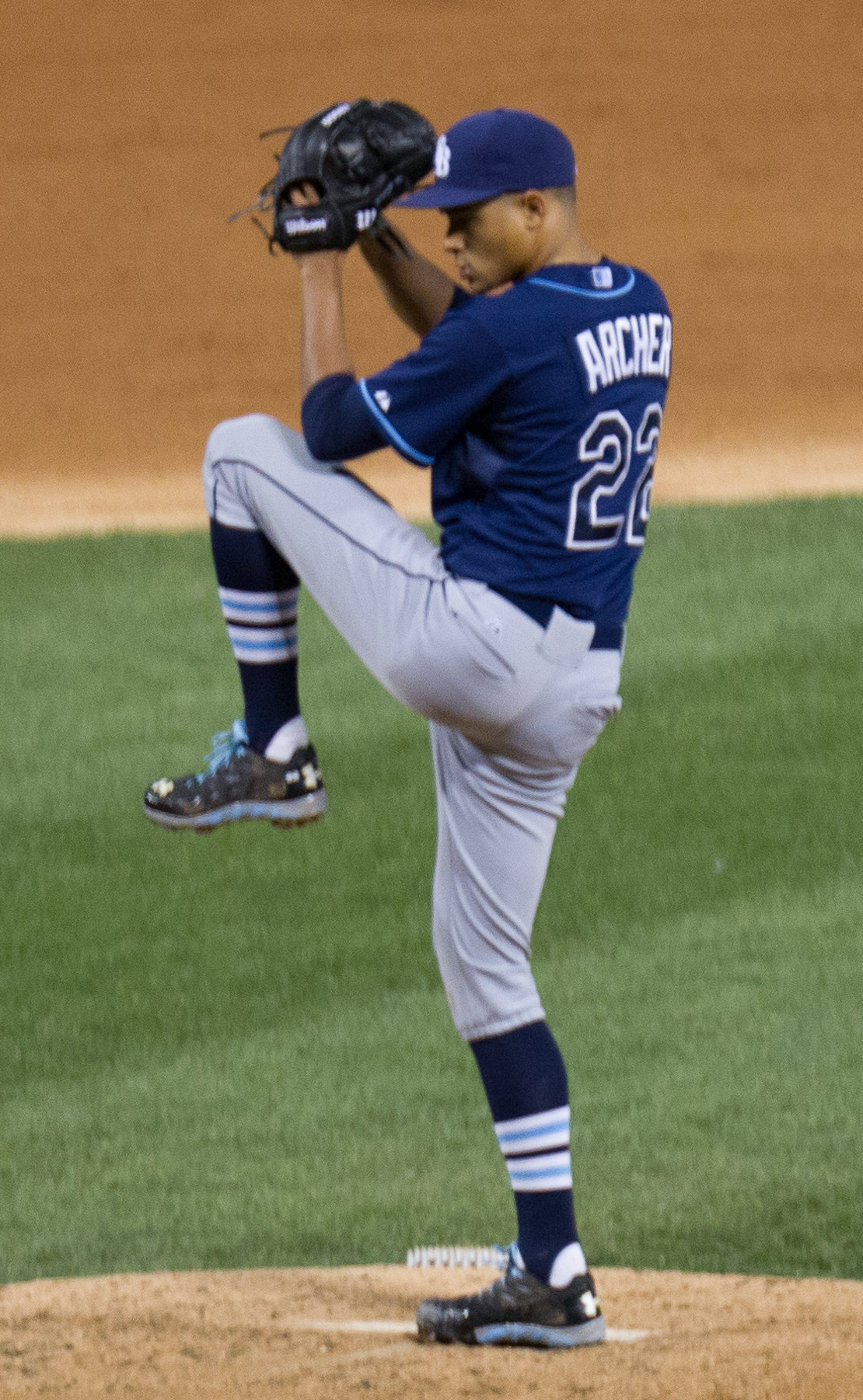
Chris Archer en 2014.

Le 2 avril 2014, Archer signe une prolongation de contrat avec les Rays qui lui garantit au moins 25,5 millions de dollars pour 6 ans, ce qui le lie à la franchise jusqu'en 2019. 
Il effectue 32 départs en 2014 et maintient une moyenne de points mérités de 3,33. Il enregistre 173 retraits sur des prises en 194 manches et deux tiers lancées, gagne 10 matchs et encaisse 9 défaites.

#### Saison 2015
Lors de ses départs des 27 mai, 2 et 7 juin 2015, Archer enregistre 12, 15 et 11 retraits sur des prises, respectivement. C'est la première fois dans l'ère moderne du baseball (donc en plus de 100 ans) qu'un lanceur effectue 3 départs consécutifs de 10 retraits sur des prises ou plus, sans accorder un seul but-sur-balles.
Archer honore en 2015 sa première sélection au match des étoiles et termine 5e au vote de fin d'année désignant le lauréat du trophée Cy Young, remis au meilleur lanceur de la saison. Malgré un bilan négatif de 12 victoires et 13 défaites, il maintient une moyenne de points mérités de 3,23 en 212 manches lancées lors de ses 34 départs pour Tampa Bay. Il est 4e des majeures et 2e de la Ligue américaine derrière Chris Sale avec 252 retraits sur des prises.
Au début des séries éliminatoires d'octobre 2015, auxquelles les Rays ne participent pas, Chris Archer accomplit un travail fort apprécié sur la galerie de la presse avec l'équipe de télédiffusion d'ESPN,,. L'expérience, une première pour lui, est si concluante que le réseau ESPN l'invite à la demande générale en ondes durant la diffusion de la Série mondiale 2015.

### Pirates de Pittsburgh
Le 31 juillet 2018, les Rays de Tampa Bay échangent Chris Archer aux Pirates de Pittsburgh contre le lanceur droitier Tyler Glasnow, le joueur de champ extérieur Austin Meadows et le lanceur des ligues mineures Shane Baz.